# Parque Nacional das Grandes Montanhas Fumegantes
O Parque Nacional das Great Smoky Mountains é um parque dos Estados Unidos situado na região ocidental entre os estados do Tennessee e Carolina do Norte. É uma região montanhosa com abundância de chuvas e coberta de bosques de coníferas e caducifólias. 

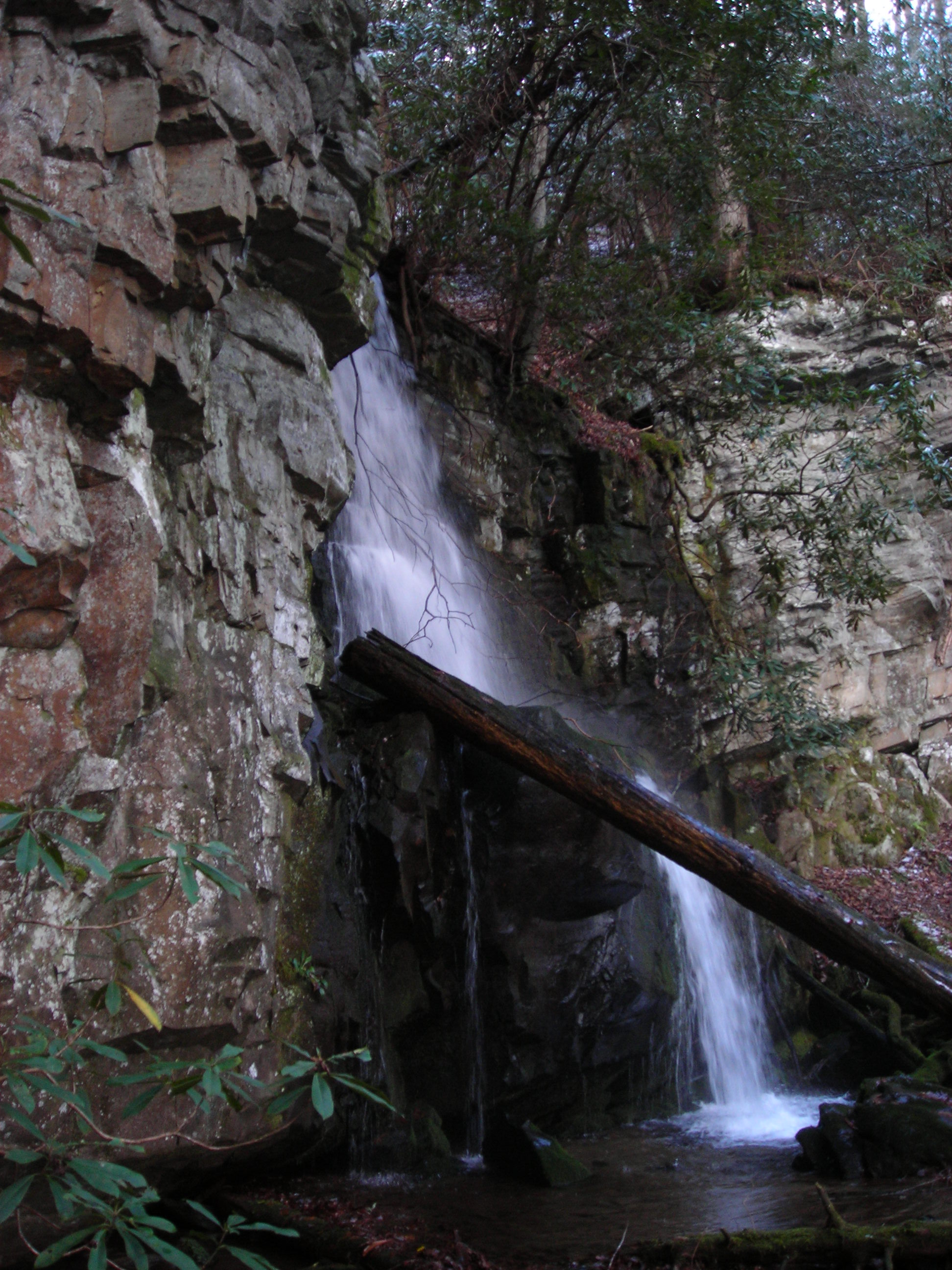
Imagem da queda Baskins

 Aí abundam os ursos, os pumas e os veados. O parque foi designado Reserva da Biosfera em 1976, e a UNESCO incluiu-o na lista do Património Mundial da Humanidade em 1983.

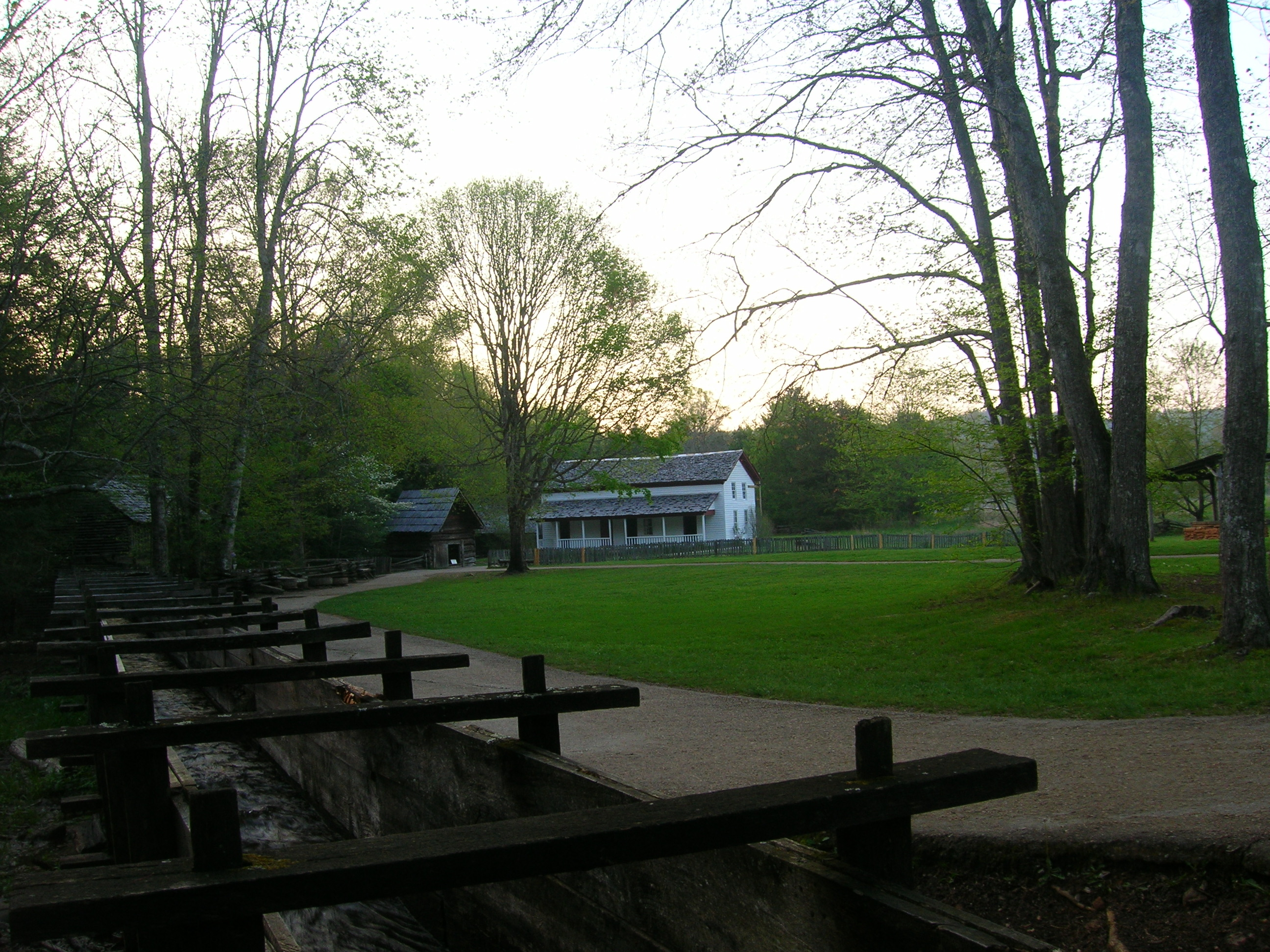
Cable Homestead, em Cades Cove.

O parque estende-se ao longo da cordilheira das Grandes Montanhas Fumegantes, que são parte das Montanhas Blue Ridge, ambas estas divisões dos mais vastos Montes Apalaches. A fronteira entre Tennessee e Carolina do Norte atravessa o parque pelo centro na direção nordeste-sudoeste. É o parque nacional mais visitado nos Estados Unidos. Na rota principal entre o Maine e a Geórgia, o Caminho dos Apalaches também passa pelo meio do parque. Foi designado pelo congresso norte-americano em 1934 e oficialmente aberto pelo presidente Franklin Delano Roosevelt em 1940. Abrange uma área de 2 108 km², sendo uma das áreas protegidas mais extensas do leste dos Estados Unidos. As entradas principais no parque são pela U.S. Highway 441 (Newfound Gap Road) nas cidades de Gatlinburg e Cherokee. 

## História

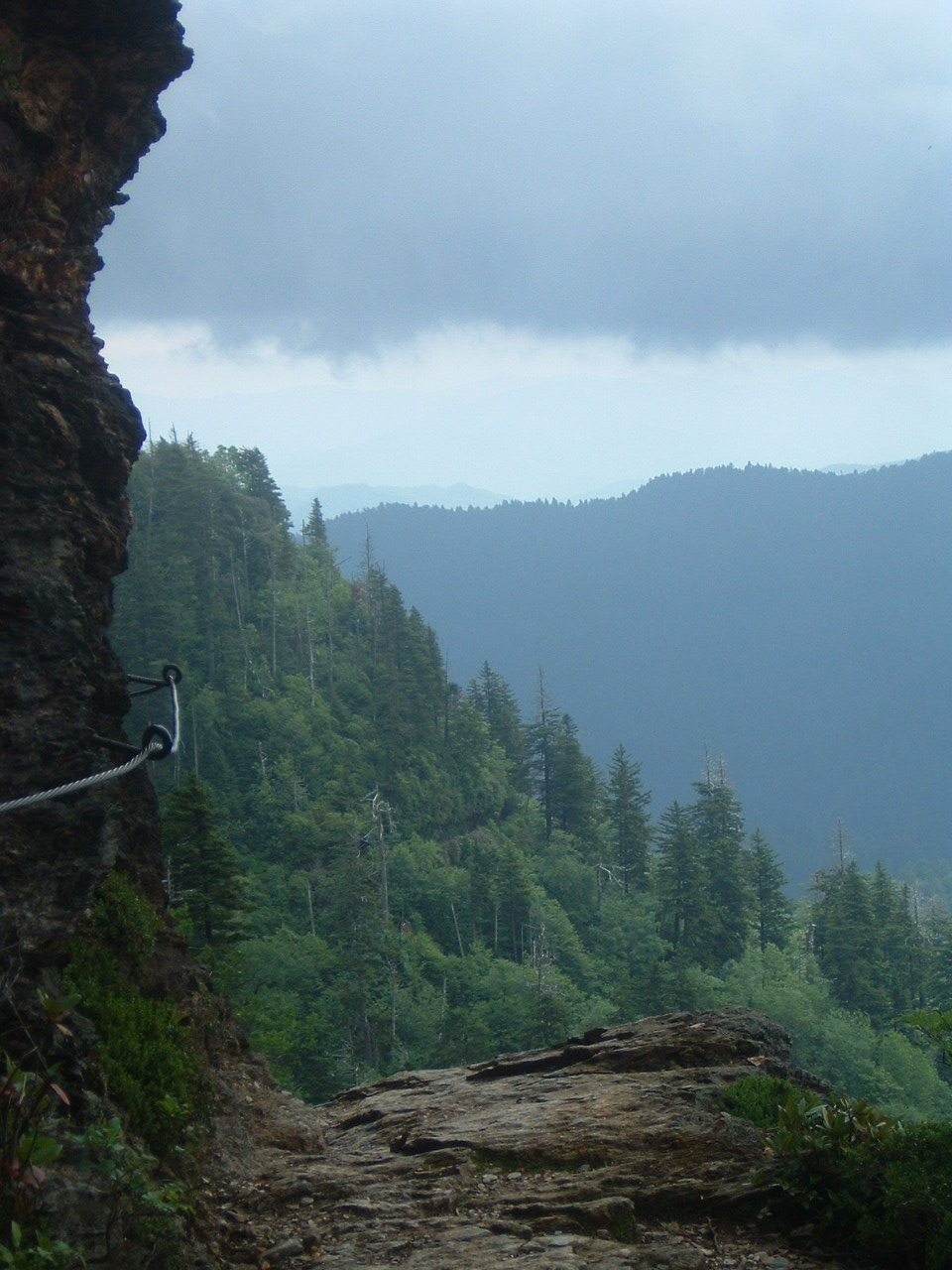
O caminho de Alum Cave Bluffs no cimo do monte LeConte tem fantásticas vistas das Grandes Montanhas Fumegantes.

Antes do estabelecimento de alguma colónia europeia, a região foi parte das terras pertencentes aos índios Cheroquis (ou cherokees). A população branca começou a assentar nestes territórios no século XVIII e princípios do século XIX. Em 1830 o presidente Andrew Jackson assinou a Ata de Remoção Índia, dando início ao processo que eventualmente resultaria na retirada à força de todas as tribos ameríndias a leste do rio Mississippi, para o que é agora o estado de Oklahoma. Muitos dos Cheroquis foram excluídos, mas alguns, liderados pelo guerreiro desertor Tsali, esconderam-se no que hoje é o Parque Nacional das Grandes Montanhas Fumegantes. Alguns descendentes deste grupo vivem presentemente na Reserva Qualla a sul do parque.
Logo após os colonos brancos se terem mudado para o local, cresceu a produção madeireira como principal indústria, e uma linha férrea, a Little River Railroad, foi construída em finais do século XIX para transportar a madeira para as regiões remotas da área.

## Clima
A ampla gama de altitudes reproduz as mudanças de latitude que se encontram ao longo do leste dos Estados Unidos. De facto, subir as montanhas e comparável a uma viagem do Tennessee ao Canadá. As plantas e animais comuns nas regiões do nordeste encontraram nichos ecológicos adequados nas altitudes mais altas do parque, enquanto as espécies meridionais encontraram lugares nos cursos inferiores.
O parque tem normalmente uma humidade muito alta e muita precipitação, com média de 1 400 mm por ano nos vales e até 2 200 mm por ano nos cumes. São os níveis mais altos dos Estados Unidos fora da região do noroeste Pacífico e partes do Alasca. Também é em geral mais fresco que as zonas mais baixas nas proximidades, e a maior parte do parque tem um clima continental húmido mais comparável em lugares muito mais a norte, em comparação com o clima subtropical húmido nas terras baixas. O parque é em quase 95% da área coberto por florestas, e quase 36% da mesma, 187 000 acres (760 km2), são bosques antigos com árvores anteriores à colonização europeia da região. É um dos maiores bosques temperados de folha caduca da América do Norte.

## Fauna e flora

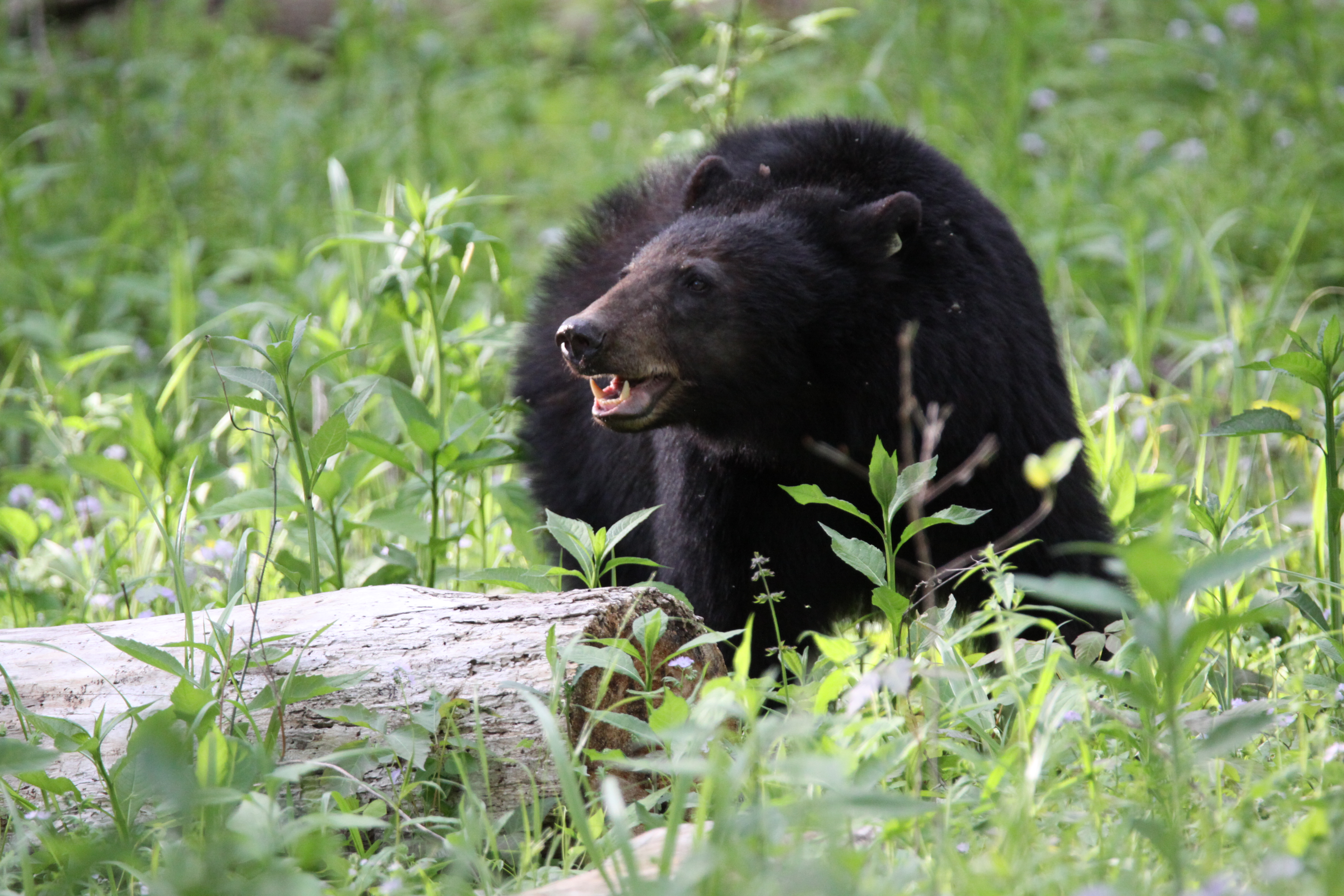
Urso preto fotografado na Great Smoky Mountains National Park em maio de 2015

A variedade de altitudes, as chuvas abundantes, e a presença de bosques primários dão ao parque uma riqueza invulgar da biota. Sabe-se da existência de 10 milhares de espécies de plantas e animais que vivem no parque, e as estimativas preveem cerca de 90 000 espécies indocumentadas adicionais que também poderão estar presentes.
Os funcionários do parque contaram mais de 200 espécies de aves, 66 espécies de mamíferos, 50 espécies de peixes, 39 espécies de répteis e 43 espécies de anfíbios, entre elas muitas salamandras sem pulmões. O parque conta com uma população notável de urso-negro, que soma pelo menos 1 800 habitantes. Uma reintrodução experimental de alce (wapiti) no parque se iniciou em 2001.
Mais de 100 espécies de árvores crescem no parque. Os bosques da região inferior estão dominados por árvores frondosas de folha caduca. A maiores altitudes, os bosques caducifólios dão passo aos árvores de coníferas como o abeto-de-fraser. Além disso, o parque conta com mais de 1 400 espécies de flores e mais de 4 000 espécies de plantas sem flores.

## Outras atividades

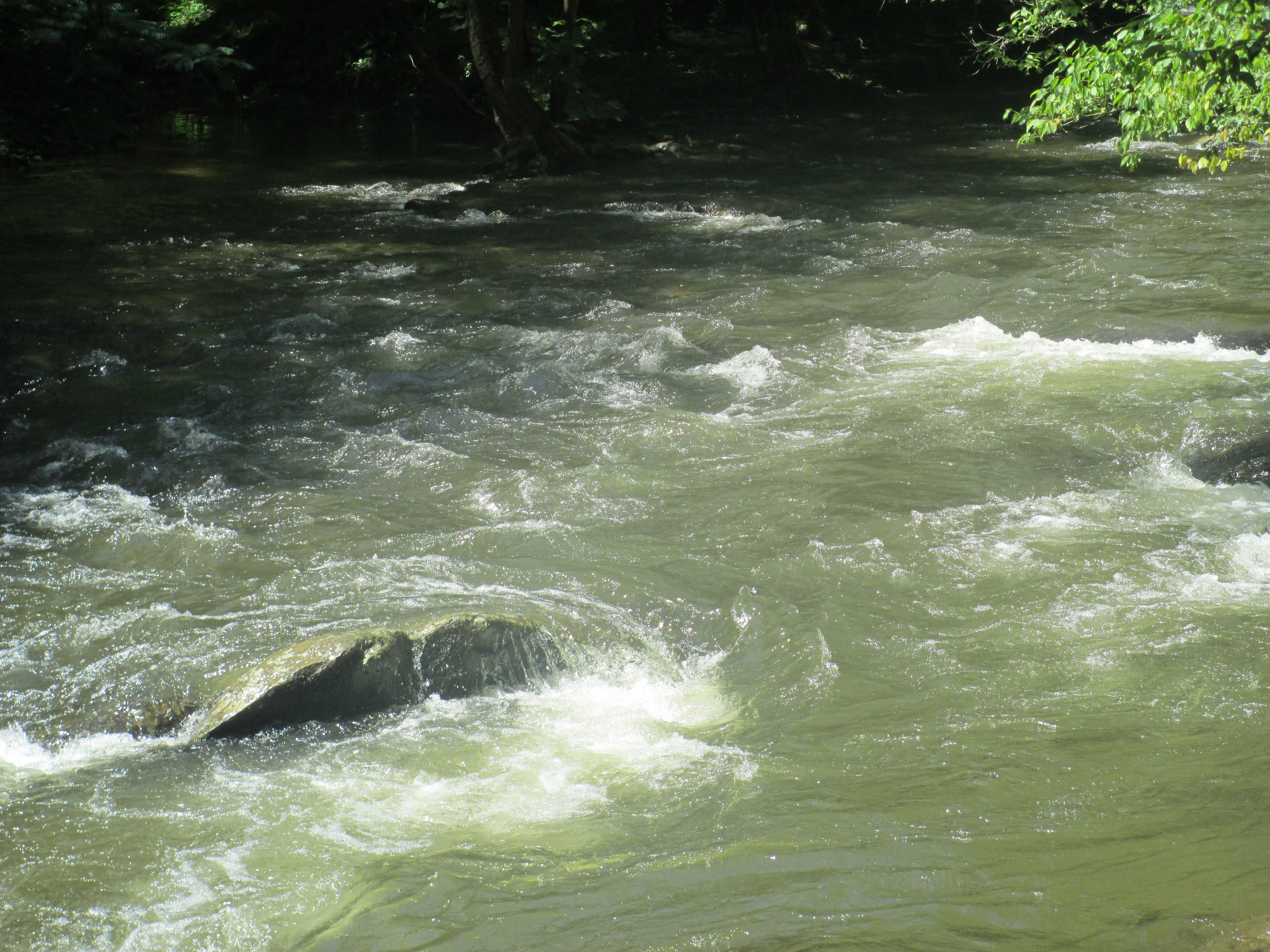
Rios do parque.

Depois da caminhada, a pesca (especialmente a pesca à linha) é a atividade mais popular no parque nacional. As águas do parque tiveram durante muito tempo uma reputação devida às trutas. As trutas de riachos são nativas das suas águas. Devido em parte ao facto de as recentes secas terem morto os peixes nativos, existem normas estritas relativas à pesca. Os passeios a cavalo (oferecido pelo parque nacional e nos limitado caminhos) e o  ciclismo (disponível para alugar).